# Роберто Коста
Роберто Коста Кабрал (порт.-браз. Roberto Costa Cabral; 8 декабря 1954, Сантус) — бразильский футболист, вратарь.

## Карьера
Роберто Коста начал карьеру в клубе «Фламенго» (Варжинья). Оттуда он перешёл в «Сантос». А затем, в 1978 году, в клуб «Атлетико Паранаэнсе». В первом сезоне в клубе он выдерживал сложную конкуренцию за место в воротах с Тобиасом. Но, начиная с 1979 года, Роберто Коста стал «номером один» в воротах команды. Один сезон он провёл в аренде в клубе «Коритиба». Дважды он выигрывал с клубом чемпионат штата Парана. В 1983 году голкипер помог «Паранаэнсе» в чемпионате Бразилии, где клуб стал третьим, и выиграл «Золотой мяч» лучшего игрока страны.
После этого успеха, Роберто Коста, за которым начали «охоту»  ведущие клубы Рио-де-Жанейро и Сан-Паулу, был куплен клубом «Васко да Гама». С этой командой Роберто Коста, который был вынужден играть в этом клубе под именем просто Коста, из-за того, что в составе играл любимец болельщиков Роберто «Динамит», выиграл серебряные медали чемпионата и свой второй «Золотой мяч». Роберто выступал за «Васко» до 1985 года. Затем он провёл пол-сезона в клубе «Интернасьонал» и ещё недолгое время выступал за «Америку» из Сан-Жозе-ду-Риу-Прету. Затем он вернулся в «Атлетико Паранаэнсе». Через два года Роберто Коста перешёл в «Нороэстре», а позже выступал за более мелкие команды.
Завершив карьеру игрока, он был тренером вратарей в «Коритибе», молодёжной составе «Лондрины», других командах. Позже занимал пост координатора спортивных программ муниципалитета Фос-ду-Игуасу.

## Достижения

### Командные
- Чемпион штата Парана: 1982, 1983
- Обладатель Кубка Гуанабара: 1984
- Чемпион Федерального округа Бразилии: 1989

### Личные
- Футболист года в Бразилии: 1983, 1984